# La increíble y triste historia de la cándida Eréndira y de su abuela desalmada
A incrível e triste história de Cândida Eréndira e sua avó desalmada é um conto de Gabriel García Márquez, que deu também o nome à obra que reúne este e um conjunto de outros contos fantásticos onde o autor mistura acontecimentos surreais a detalhes do quotidiano de pessoas pobres, geralmente pescadores. Destaques para o conto "O afogado mais bonito do mundo" e "O Anjo idoso".